# Graham Zusi
Graham Jonathan Zusi (Longwood, el 18 d'agost de 1986) és un futbolista estatunidenc que actualment juga per a l'Sporting Kansas City i la selecció nacional dels Estats Units.
Zusi va tenir un gran any el 2011, fet que el va portar a ser convocat per la selecció. Zusi es va convertir en un important jugador al costat dret del migcamp de la selecció, juntament amb altres companys de l'Sporting Kansas City, on va fer gala de les seves habilitats.

## Carrera

### Universitat
Zusi va jugar al futbol universitari a la Universitat de Maryland, College Park. Durant la seva carrera universitària, Zusi va jugar en 89 partits, registrant 28 gols i 20 assistències, i va ajudar a Maryland a guanyar el Campionat Nacional el 2005 i el 2008, marcant el gol de la victòria en la semifinal del campionat Nacional. Es va graduar amb una llicenciatura en criminologia.
Durant els seus anys universitaris Zusi també va jugar amb el Central Florida Kraze a la USL Premier Development League.

### Professional
Zusi va ser seleccionat en la segona ronda (23 en total) del MLS SuperDraft pels Kansas City Wizards, l'any 2009. Va fer el seu debut professional el 21 de març de 2009, en el primer partit de la temporada 2009 de la MLS amb el Kansas City contra el Toronto FC.
Zusi va gaudir d'una temporada de descans el 2011, per ajudar a la franquícia de l'Sporting Kansas City en un campionat de la Conferència de l'Est; guanyar-se així la convocatòria amb la selecció nacional dels EUA. Els seus esforços es van veure recompensats per l'Sporting amb un nou contracte de quatre anys anunciat el 16 de febrer de 2012. La temporada 2012 va liderar la lliga amb 15 assistències.

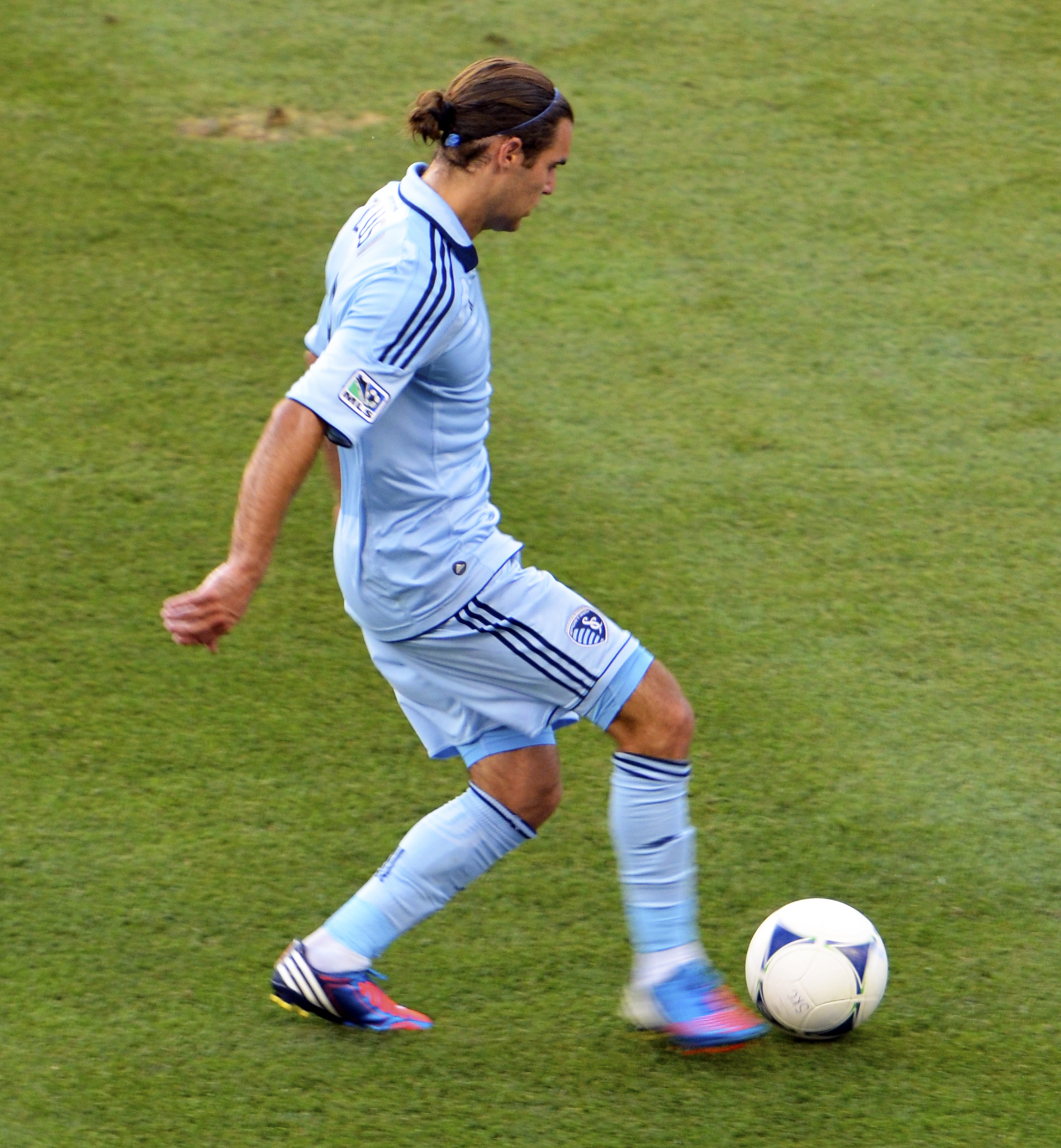
Zusi l'any 2012

Durant el recés de temporada 2012-13, Zusi va provar amb West Ham United FC de la Premier League.

### Carrera internacional
El 21 de gener de 2012, Zusi fer el seu debut amb la selecció absoluta del seu país (com a titular) en la victòria per 1-0 sobre Veneçuela en un partit amistós. El 25 de gener de 2012, Zusi va marcar el seu primer gol com a internacional en el novè minut contra Panamà en la victòria per 1-0.
El 15 d'octubre de 2013, Zusi va marcar un gol en temps de descompte contra Panamà, en la classificació pel Mundial. Encara que Estats Units ja s'havia classificat, el gol de Zusi va significar que Mèxic avancés a la següent ronda a costa de Panamà. Com a resultat, un grup d'aficionats de Mèxic va presentar més tard Zusi amb una foto emmarcada i una placa amb les paraules de San Zusi ("Sant Zusi").
El 16 de juny de 2014, en el primer partit dels Estats Units a la Copa Mundial de la FIFA 2014, Zusi va fer l'assistència perquè John Anthony Brooks fes el gol de la victòria davant Ghana (2-1).
El 22 de juny de 2014, en el segon partit dels Estats Units a la Copa Mundial de la FIFA 2014, Zusi va proporcionar l'assistència per al gol de Clint Dempsey en l'empat 2-2 contra Portugal.

### Gols com a internacional
| # | Data                 | Lloc                                               | Contrari | Gol | Resultat | Competició                                  |
| - | -------------------- | -------------------------------------------------- | -------- | --- | -------- | ------------------------------------------- |
| 1 | 25 de gener de 2012  | Estadio Rommel Fernández, ciutat de Panamà, Panamà | Panamà   | 1–0 | 1–0      | Amistós                                     |
| 2 | 11 d'octubre de 2013 | Sporting Park, Kansas City, United States          | Jamaica  | 1–0 | 2–0      | Qualificacions Copa Mundial de la FIFA 2014 |
| 3 | 15 d'octubre de 2013 | Estadio Rommel Fernández, Panama City, Panamà      | Panamà   | 2–2 | 3–2      | Qualificacions Copa Mundial de la FIFA 2014 |

## Estadístiques
| Club                 | Temporada   | MLS   | MLS  | MLS    | US Open Cup | US Open Cup | US Open Cup | Playoffs | Playoffs | Playoffs | CONCACAF | CONCACAF | CONCACAF | Total | Total | Total  |
| Club                 | Temporada   | Apar. | Gols | Asist. | Apar.       | Gols        | Asist.      | Apar.    | Gols     | Asist.   | Apar.    | Gols     | Asist.   | Apar. | Gols  | Asist. |
| -------------------- | ----------- | ----- | ---- | ------ | ----------- | ----------- | ----------- | -------- | -------- | -------- | -------- | -------- | -------- | ----- | ----- | ------ |
| Sporting Kansas City | 2009        | 13    | 0    | 1      | 2           | 0           | 0           | —        | —        | —        | —        | —        | —        | 15    | 0     | 1      |
| Sporting Kansas City | 2010        | 19    | 1    | 0      | 1           | 0           | 0           | —        | —        | —        | —        | —        | —        | 20    | 1     | 0      |
| Sporting Kansas City |             | 32    | 5    | 7      | 4           | 0           | 0           | 3        | 0        | 2        | —        | —        | —        | 39    | 5     | 9      |
| Sporting Kansas City | 2012        | 32    | 5    | 15     | 5           | 2           | 0           | 2        | 0        | 1        | —        | —        | —        | 39    | 7     | 16     |
| Sporting Kansas City | 2013        | 27    | 6    | 8      | 2           | 0           | 1           | 5        | 0        | 2        | 6        | 0        | 2        | 40    | 6     | 13     |
| Sporting Kansas City | 2014        | 8     | 1    | 4      | —           | —           | —           | —        | —        | —        | —        | —        | —        | 8     | 1     | 4      |
| Sporting Kansas City | Totals club | 131   | 17   | 35     | 14          | 2           | 1           | 10       | 0        | 5        | 6        | 0        | 2        | 161   | 20    | 43     |
| Totals carrera       |             | 131   | 17   | 34     | 14          | 2           | 1           | 10       | 0        | 5        | 6        | 0        | 2        | 161   | 20    | 43     |

## Honors

### Universitat de Maryland
- NCAA Men's Division I Soccer Championship (2): 2005, 2008

### Sporting Kansas City
- Lamar Hunt U.S. Open Cup: 2012
- Major League Soccer Eastern Conference Championship (1): 2013
- Major League Soccer MLS Cup Champion (1): 2013

### Individuals
- MLS Best XI (2): 2012, 2013
- MLS All-Star (2): 2012, 2013
- MLS Breakout Player of the Year: 2011
- Sporting Kansas City Most Valuable Player (2): 2012,